# Гасконес
Гасконес (ісп. Gascones) — муніципалітет в Іспанії, у складі автономної спільноти Мадрид. Населення — 163 особи (2010).
Муніципалітет розташований на відстані близько 65 км на північ від Мадрида.
На території муніципалітету розташовані такі населені пункти: (дані про населення за 2010 рік)
- Естасьйон-Гасконес-Буїтраго: 0 осіб
- Гасконес: 139 осіб
- Вента-де-Меа-і-Кальсетас: 13 осіб
- Редондо-де-Абахо: 1 особа
- Редондо-де-Арріба: 10 осіб

## Демографія
Динаміка населення (INE ):

## Галерея зображень

Розташування муніципалітету у автономній спільноті Мадрид